# Thượng Lan
Thượng Lan is een xã in huyện Việt Yên, een district in de Vietnamese provincie Bắc Giang.
Thượng Lan ligt in het noorden van het district.